# Тау'рі

Земля — рідна планета всіх людей Чумацького Шляху у всесвіті «Зоряної брами»

Тау'рі (англ. Tau'ri) — у вигаданому всесвіті Зоряної брами — назва людей планети Земля. У перекладі з мови ґоа'улдів означає «перші» або «ті, що з першого світу», вказуючи на те, що людство виникло на Землі.
Ґоа'улди й деякі інші іншопланетні цивілізації розселили землян різних культур іншими планетами для рабської праці чи експериментів. Внаслідок цього на численних інших планетах існують інші людські суспільства.

## Історія

### До Програми Зоряних брам
Як біологічний вид, тау'рі з'явилися в результаті спроби Древніх відновити розумне життя в Чумацькому Шляху після невиліковної чуми. За допомогою установки на планеті Дакара було випущено хвилі, які сприяли еволюції життя. Кілька мільйонів років тому Древні, чиєю столицею була Земля, покинули галактику на місті-кораблі Атлантиді й вирушили до галактики Пегас, де заснували інші людські суспільства для своїх експериментів. Приблизно в 8000 році до нашої ери Древні повернулися на Землю, програвши війну з рейфами, та застали людство на рівні розвитку примітивних племен. Земляни під дією Дакарської установки розвинулися в біологічні копії Древніх, хоча й не настільки розвинуті ментально. Оскільки більшість Древніх доти вознеслися — перейшли на вищий рівень існування у формі енергії, останні невознесені Древні вирішили зробити людей своїми спадкоємцями. Вони передали землянам гени, необхідні для активації своїх технологій, розкиданих галактиками. Такі Древні як Янус, Мерлін і Моргана заздалегідь лишили людям свої найвищі технологічні досягнення, попри осуд побратимів.
Приблизно в той же період люди були знайдені Верховним Системним Владикою ґоа'улдів на ім'я Ра. Він привіз на планету Зоряну браму, не знаючи про наявність іншої в Антарктиді. Люди виявилися найбільш підходящими для життя цих паразитів і взаємодії з технікою Древніх. З допомогою Брами Ра переніс тисячі людей у різні куточки галактики як своїх рабів і носіїв. Земляни отримали назву тау'рі, оскільки таким чином від них походили всі інші люди галактики. Додатково Ра вивів підвид — джаффа, який не міг жити без личинок ґоа'улдів у тілі. Видаючи себе за богів, ґоа'улди тисячі років правили людьми. Так звані Системні владики загарбників та просто впливові ґоа'улди, що бували на Землі, лишилися в міфах як божества. Але з часом ґоа'улди покидали цю планету через міжусобиці або правити рабами на інших планетах. Приблизно в 3000 році до н. е. земляни підняли повстання та прогнали війська ґоа'улдів, а Зоряну браму засипали, щоб загарбники не могли повернутися. Ра не вважав Землю значною, зокрема тому, що там не було покладів рідкісного металу наквадаху. Тому він не посилав каральних експедицій на космічних кораблях.
У 1928 році люди знайшли Зоряну браму на плато Гіза в Єгипті. В 1939 нацисти зуміли активувати її та з групою американців потрапити на планету Абідос, де правила намісниця Ра Асет. Окультист Вільгельм Брюкке задумав укласти з Асет союз аби з її підтримкою скинути Гітлера і завоювати Землю. Асет у свою чергу прагнула за підтримки землян відібрати владу в Ра. Проте міжусобиці з обох сторін завадили їхнім планам. Асет відправила американців на Землю, перед цим стерши їм пам'ять, але заклала інструкції, які в майбутньому мали знову привести землян на Абідос і допомогти знищити Ра.
Браму було переправлено до США й поміщено для вивчення в Шаєнському підземному комплексі. Американці вважали її зброєю і безуспішно намагалися запустити. В 1945-му Браму вдалося ввімкнути, проте через обмеженість досвіду та практичних знань, людина, яка випробовувала Браму, не змогла повернутися додому. Проект було законсервовано на кілька десятиліть. В 1994 році єгиптолог і лінгвіст доктор Деніел Джексон знайшов текст про Зоряну браму та адресу іншої планети і був залучений до її вивчення. Він зміг зрозуміти основний принцип роботи адрес Брами, завдяки чому було відправлено місію на іншу планету. Нею виявилася найближча і єдина, адресу якої було відомо — Абідос.
На Абідосі жили нащадки давніх єгиптян, які поклонялися Ра. Експедиція від місцевих жителів і з написів на спорудах довідалася минуле цих людей і землян. Але активація Брами привернула увагу Ра, який прибув на своєму кораблі-піраміді. Вважаючи, що тау'рі хочуть його знищити, Ра проявив агресію. В результаті сутички між землянами і Ра почалося повстання рабів, Ра був убитий полковником Джеком О'Ніллом і доктором Джексоном, а жителі Абідоса звільнені. Зоряна брама Абідоса, як вважалося, після цього була засипана і земляни, не маючи інших адрес, згорнули дослідження.

### Програма Зоряних брам

Команда ЗБ-1

#### У Чумацькому Шляху
Рік по тому на Землю крізь Зоряну браму з розвідзагоном прибув Системний владика Апофіс, стурбований вбивством Ра. Пересвідчившись, що тау'рі становлять загрозу владі Системних владик, він взявся за спроби перешкодити експедиціям на інші планети й покарати землян. Але оскільки тау'рі потурбувалися про контроль своєї Брами, він не міг скористатися нею для вторгнення. Урядом США сформувалося Командування Зоряних брам (КЗБ), покликане досліджувати інші планети і протистояти іншопланетним загрозам.
Перша місія було відправлено на планету Чулак, вона складалася з команд ЗБ-1 і ЗБ-2. Під час неї обидві команди опинилися в полоні, пізніше звільнені першим воїном Апофіса Тіл'ком. Після повернення на Землю він приєднався до КЗБ і став членом ЗБ-1. На тій планеті було виявлено карту розміщення Зоряних брам і їх адреси. Земляни сформували ще кілька розвідзагонів для дослідження галактики, пошуку просунутих технологій, укладення союзів тощо. Було виявлено людські цивілізації та інші, в тому числі розвиненіші за тау'рі. КЗБ вдалося знайти свідчення присутності в минулому на рідній планеті не лише ґоа'улдів, а й інших розумних видів. З'ясувалося, що в галактиці діють надзвичайно розвинені нокси і азгарди. Але перші не втручаються в справи інших видів, а азгарди, зокрема Тор, опікуються тільки окремими планетами людей.
Через кілька місій сенатор Кінсі спробував закрити проект через його потенційну небезпеку. Опісля доктор Джексон випадково побував у паралельному світі, доторкнувшись до квантового дзеркала Древніх, і побачив як Апофіс завоював Землю. Усвідомивши, що те саме чекає і його світ, Джексон намагався переконати сенатора не закривати проект. Не підкорившись наказу КЗБ, ЗБ-1 вирушила через Браму на корабель ґоа'улдів, який збирався напасти на Землю. За допомогою старого вчителя Тіл'ка — Бра'така — їм вдалося знищити обидва нападницьких кораблі на орбіті Землі та запобігти атаці.
Пізніше земляни особисто зіткнулися з азгардами, які вважали землян занадто юними для союзу, але взяли під опіку. Землі було гарантовано безпеку від ґоа'улдів, але це не захищало тау'рі під час експедицій на інші планети. До того ж угода між азгардами і ґоа'улдами не стосувалася природних загроз Землі.
Тау'рі зустрілися з фракцією ґоа'улдів ток'ра, що боролася з Системними владиками. Тау'рі, ток'ра і бунтівні джаффа уклали союз і почали спільну боротьбу проти ґоа'улдів. Без лідера, серед Системних владик почалися міжусобиці, що тільки сприяло новим повстанням. У переділі влади ґоа'улди стали боротися одні з одними. Апофіс вбачав причиною цього активність землян і намагався їх знищити, але щоразу безуспішно. Зокрема він запустив до Землі астероїд, що обходило угоду з азгардами, який вдалося знищити.
У 2000 році земляни зіткнулися з новим небезпечним ворогом — реплікаторами, самовіднованими павукоподібними роботами, головна мета яких — пошук найрозвиненіших технологій і їх асиміляція. Зазвичай реплікатори не нападали без провокації, проте експансивна природа робила їх загрозою для всього живого. Земляни вперше зустрілися з ними на крейсері Тора «Біліскнер», який знищили на орбіті Землі, та втопили його залишки в Тихому океані. Це була одна з перших перемог землян над реплікаторами. Через вісім років після початку експедицій тау'рі змогли перемогти реплікаторів, використовуючи установку на Дакарі.
Системний владика Анубіс, скориставшись технікою Древніх і ослабленістю конкурентів, почав завоювання галактики. Попри опір Системних владик, землян і їхніх союзників, Анубіс зумів прорватися до Землі і виставив ультиматум — підкоритися чи загинути. КЗБ послало експедиції на пошуки вірогідної зброї, залишеної Древніми в загубленому місті Атлантида. Як виявилося, Атлантида розташовувалася на Землі, колишній столиці Древніх, в Антарктиді. Тау'рі знайшли дронну зброю, яка знищила флот нападників, однак це виявилося лише озброєння авапосту на місці Атлантиди, яка покинула галактику мільйони років тому.
У 2005 році в пошуках загублених скарбів Древніх доктор Джексон і піратка Вала Мал Доран знайшли пристрій дальнього зв'язку Древніх. Активувавши його, помінялися тілами з двома жителями рідної галактики Древніх — Селестіс. Там вони дізналися про існування противників Древніх, Орай, які змушують тамтешніх людей поклонятися собі, отримуючи силу з їхньої віри. Викривши себе, Деніел з Валою видали і місцерозташування Чумацького Шляху. Орай спорядили хрестовий похід на захоплення галактики з метою навернути її у свою віру та отримати досить сили, щоб знищити Древніх.
Попри початкові успіхи, Орай зустріли опір жителів Чумацького Шляху. Земляни винайшли пристрої, які блокували надприродні здібності пророків Орай пріорів, а Деніел відшукав дані про існування зброї проти Орай. Проникнувши в ряди пріорів, він знайшов місце стазису Мерліна та з його допомогою сконструював пристрій Грааль. Відправлений у Селестіс, Грааль знищив Орай, але їхні армії та воєначальниця Адрія лишилися живими. Вознесшись, Адрія отримала всю силу Орай, але тау'рі відшукали іншу зброю Древніх — Ковчег Істини. З його допомогою вони переконали пріорів і всіх послідовників Орай, що тих більше не існує і вони не боги. Відтак земляни усунули головні загрози галактиці.
У 2007 азгарди, зайшовши в еволюційний тупик, передали всі свої знання землянам. Хоча не всі їх вдалося використати з тодішнім рівнем розвитку, ці знання допомогли перемогти останні війська Орай і захистити знайдену Атлантиду від рейфів.

#### Галактика Пегас
У 2004 році земляни знайшли в Антарктиці аванпост Древніх. У його базі даних вони виявили восьмисимвольну адресу, що привела їх у місто Древніх — Атлантиду — де було безліч просунутих технологій, використання яких дозволило б землянам стати високорозвиненою цивілізацією. Місто знаходилося в іншій галактиці — в Пегасі, тому КЗБ організувало туди єдину міжнародну експедицію. З'єднання з іншою галактикою вимагало величезних енергетичних витрат, для чого знадобився модуль нульової точки. Прибувши в галактику, земляни виявили, що Древні в давнину заселили Пегас людьми і побудували нову мережу Зоряних брам. Однак енергоресурси міста виснажені, чим довше вони перебували там, тим швидше Атлантида витрачала запаси. Щит, що стримував натиск океану, стиснувся, але замість того, щоб затонути, місто сплило, згідно програми своїх творців.
У пошуках нового модуля нульової точки в галактиці земляни зіткнулися з новим ворогом — рейфами, істотами, що харчуються людьми. Саме рейфи розв'язали війну з Древніми і через 100 років змогли вигнати їх з Пегаса. На час прибуття землян рейфи перебували в сплячці, чекаючи, коли тамтешня людська популяція досить зросте. Будучи випадково пробудженими, вони не могли скоординувати свої дії та зіткнулися з голодом. Рейфи в пошуках їжі поставили собі за ціль захопити Атлантиду й вторгнутися до Чумацького Шляху, де людей було вдосталь.
Як виявили експедиції, рейфи придушували розвиток цивілізації. Проте в часи їхніх сплячок багато людських планет досягали рівня розвитку Землі чи навіть вищого. В одній з подорожей було знайдено асуранів — роботів, створених Древніми як зброя. Будучи самосвідомими, але обмеженими закладеними програмами, асурани хитрістю змусили тау'рі виправити свій код. Виявилося, що вони ненавидять Древніх і прагнуть знищити все, створене ними, в тому числі людей. Як наслідок спалахнув конфлікт, в якому асурани пали жертвами своєї агресії та гордині, а одиниці вцілих опинилися не в змозі кому-небудь зашкодити.
Протягом п'яти років земляни боролися з рейфами. За цей час виявилося, що рейфів можна позбавити потреби харчуватися людьми і деякі з них погодилися на співпрацю. 2009 року ті не зуміли спорядити до Чумацького Шляху свій супервулик. Тау'рі скористалися експериментальним тунельним двигуном Атлантиди і перемістили місто до Землі, де завадили нападу на рідну планету. Атлантиду після цього було посаджено в океан і замасковано.

## Політика
На планеті Земля є 192 незалежні держави. Першою країною, яка знайшла Зоряні брами і виявила розумне життя на інших планетах, стали Сполучені Штати Америки. Довгий час США були єдиним представником Землі, але незабаром й інші держави дізналися про КЗБ та Програму Зоряних Брам —— Китайська Народна Республіка, Російська Федерація, Франція і Велика Британія.
Після того, як крейсер азгардів з Брамою на борту розбився в Тихому океані, Росія дістала її з дна океану та організувала власну програму, яка пізніше об'єдналася з американською. Пізніше про Брами дізналася Канада. У 2004 році в Антарктиді був знайдений аванпост Древніх, на його дослідження вирушили вчені з багатьох країн. Згодом була організована міжнародна експедиція в галактику Пегас у пошуках загубленого міста Древніх Атлантиди.
Як компенсацію за довге приховування таємниці Програми Зоряних брам, США надали іншим країнам креслення винищувача F-302 і крейсера класу «Дедал». Крейсери класу «Дедал» — «Корольов» і «Сун-Цзи» — передані Російській Федерації та Китаю відповідно. Російський корабель був знищений Орай в першій же битві, «Сун-Цзи» серйозно пошкоджений супервуликом Рейфів. США зобов'язані ділитися всіма інопланетними технологіями з Росією і Китаєм в обмін на оренду Зоряних брам.

### Командування Зоряних брам
Робилося безліч спроб розсекретити інформацію про Командування Зоряних брам. Але як показали події в декількох альтернативних реальностях, це не завжди закінчувалося добре для Землі. Наприклад, в одній з гілок історії це викликало паніку, що змусило владу встановлювати жорсткі порядки. Досить вдало КЗБ приховувало цю таємницю, навіть коли на Землю напав флот Анубіса — офіційним поясненням вибухів у небі став метеоритний дощ.
Деякі цивільні знають про існування КЗБ і допомагають йому у вирішенні деяких проблем. Такими людьми була Кетрін, є сестра Родні Маккея та її чоловік.

## Технології

Дедал.

### Загальний розвиток
Земляни є однією з найбільш технологічно розвинутих людських цивілізації. Тільки толлани, ашени й гібриданці перевершували їх, але ці суспільства зазнали величезних втрат через свою самонадіяність або агресивність. Земляни самостійно освоїли найпростіші космічні польоти (на Місяць чи орбіту планети), створили ядерну зброю, різноманітні електростанції: починаючи вітряними і закінчуючи атомними. Земляни — перша раса, на думку азгардів, яка створила ефективну зброю проти реплікаторів — вогнепальну. Завдяки іншопланетним технологіям вони змогли створити міжзоряні кораблі, такі як «Дедал».
Земляни володіють багатьма іншопланетними технологіями, які добули команди ЗБ під час своїх дослідницьких місій. В основному, це технології ґоа'улдів, Древніх і азгардів. Після того, як азгарди віддали всі свої технології та дослідження землянам, в комбінації з технологіями Древніх вони стали однією з найбільш високорозвинених рас.

### Військова міць
Земля має кілька команд, які досліджують інші планети і що знаходяться під контролем КЗБ. Основним завданням цих команд є встановлення дружніх відносин з іншопланетними цивілізаціями і здобування просунутих технологій, здатних захистити планету. Зазвичай команда ЗБ складається з чотирьох осіб, хоча це не обов'язкова умова. На деяких позаземних базах базуються великі контингенти військового персоналу для військових операцій.
На додаток до цього військова міць Землі розподілена за державами, які перебувають на планеті. Здатність до захисту Землі досить неоднозначна з огляду на кількість різноманітної зброї і різних технік навчання військового контингенту. Крім того, багато країн не підозрюють про зоряні брами.
Тау'рі мають щонайменше 25 команд ЗБ й 11 команд Атлантиди, які активно працюють за межами Землі.
Після довгих років збору відповідних технологій земляни змогли створити перший космічний винищувач, який був гібридом глайдеру Смерті і земного винищувача. Проект названий X-301. Під час випробувань спрацював захисний механізм і винищувач вирушив на планету Апофіза. Після невдалого експерименту земляни створили космічний винищувач X-302, який після запуску в масове виробництво отримав назву F-302. Ці кораблі стали основними космічними винищувачами землян, які дозволили їм вести космічні бої з винищувачами ворогів. Хоча 302-гі стали еквівалентом іншопланетних винищувачів, крейсер землян «Прометей» довгий час був єдиним бойовим кораблем тау'рі. При цьому він серйозно поступався кораблям противника. Пізніше тау'рі, за допомогою азгардів, створили новий тип кораблів.
Земляни володіють флотом з п'яти космічних кораблів класу «Дедал»: «Дедал», «Одіссей», «Аполлон», «Сун-Цзи» і «Джордж Хаммонд». Чотири з них знаходяться під командуванням Військово-повітряних сил США, п'ятий є флагманом Китайської Народної Республіки. Один корабель належав Російській Федерації, називався «Корольов», проте був знищений у першому бою з кораблями Орай, почавшими хрестовий похід і атакувавшими його силами двох крейсерів. Інший корабель землян — «Прометей» — знищений на орбіті планети Тегалус супутником Протекторату Ранда, побудованим за отриманими від Орай кресленнями. Після загибелі «Прометея» «Одіссей» став флагманом об'єднаного флоту Землі.